# Disciplinska Komisija
Disciplinska Komisija ("Disciplin-kommissionen") är en bosnisk rapgrupp bildad 1999 i Tuzla med Edo Maajka som frontfigur; de övriga medlemmarna är Frenkie, HZA, Moonja och producenten DJ Soul.